# シルバープリンセス
シルバープリンセスは、川崎近海汽船が運航しているフェリー。

## 概要
フェリーはちのへ (2代)の代船として三菱重工業下関造船所で建造され、2012年4月5日に竣工した。就航に先立ち、4月7日に八戸港、4月8日に苫小牧港で船内見学会が開催され、4月8日21時15分苫小牧発の便で八戸 - 苫小牧航路に就航した。
通常ダイヤでは、八戸8時45分発（苫小牧16時着）、苫小牧21時15分発（八戸翌4時45分着）の便に就航している。

## 船内
船内は「くつろぎ」と「プライバシー重視」をコンセプトにデザインされており、全席指定となっている。船体側面のラインカラーはピンク＋グレーである。

### 船室
7甲板
- 特等室 - 2名×5室、浴室・トイレ・洗面台付

6甲板
- 1等洋室 - 2名×26室 - 二段ベット、洗面台付 内ペット同伴室2室
- 1等和洋室 - 4名×16室
- 2等レディースルーム - 20名×2室

5甲板
- 1等和室 - 4名×5室
- 1等バリアフリー洋室 - 2名×2室
- 2等寝台(2018年4月25日より「2等寝台A」) - 1名×30室
- 2等室 - 20名×5室
- ドライバーズルーム - 1名×80室

### 設備
7甲板
- 展望浴室
- マッサージ機コーナー

6甲板
- ペットルーム
- キッズルーム

5甲板
- エントランスホール
- オートレストラン
- 売店
- ゲームコーナー
- ドライバー浴室
- ドライバーサロン（3室）